# Рунасти паук-мајмун
Рунасти паук-мајмун (лат. Brachyteles arachnoides) је врста примата (Primates) из породице пауколиких мајмуна (Atelidae).

## Распрострањење
Ареал врсте је ограничен на једну државу. Бразил је једино познато природно станиште врсте.

## Станиште
Станишта врсте су шуме и речни екосистеми. 

## Угроженост
Ова врста се сматра угроженом.